# Déri Miksa utca
Déri Miksa utca est une rue de Budapest, située dans le quartier de Csarnok (8e arrondissement).